# Belkhir Belhaddad
Pour les articles homonymes, voir Belhaddad.
Belkhir Belhaddad, né le 9 juillet 1969 à Timgad en Algérie, est un homme politique français, membre de Renaissance. Il est député de la première circonscription de la Moselle depuis 2017.

## Biographie
Belkhir Belhaddad (transcription de l'arabe : بلخير بلحدّاد) arrive d'Algérie en France à l'âge de sept ans. Il entre au Parti socialiste en 2006. Il est élu au conseil municipal de Metz à l'issue des élections municipales de 2008 sur la liste conduite par le socialiste Dominique Gros qui le nomme adjoint aux sports. Il est réélu lors des élections municipales de 2014 et conserve sa délégation aux sports.[réf. nécessaire]
En novembre 2012, il crée une entreprise dénommée Gem energy services dont il est le gérant,[source secondaire nécessaire].
En décembre 2012, il fonde l'association Cap avenir diversité pour la promotion de la diversité dans les entreprises.
En décembre 2016, il tente d'obtenir l'investiture socialiste pour les élections législatives de 2017 sur la 2e circonscription de la Moselle, mais est contraint de renoncer à la suite de l'affaire dite « des cartes » : en mai 2016, la fédération du PS de Moselle constate un afflux d'adhésions à Metz, à contre-courant de la désaffection générale pour le PS,,, ; le Bureau national des adhésions (BNA) du PS se saisit de cette situation et décide d'écarter du vote pour l'investiture socialiste aux législatives prévue les 8 et 9 décembre 2016 les adhérents inscrits après le 31 décembre 2015. Ne pouvant mathématiquement plus être investi, Belkhir Belhaddad retire alors sa candidature et démissionne du Parti socialiste le 2 décembre 2016, laissant l'adjoint aux finances Jean-Michel Toulouze seul en lice. Il rallie En marche ! et soutient la candidature d'Emmanuel Macron à l'élection présidentielle de 2017, indiquant « ne pas exclure être candidat » à l'investiture du mouvement aux législatives. Le 11 mai 2017, il obtient l'investiture du parti, entre-temps renommé en La République en marche !, sur la 1re circonscription de la Moselle.
Au premier tour des élections législatives, le 11 juin 2017, il arrive nettement en tête avec 28,03 % des suffrages exprimés, devant la candidate du Front national (18,3 %) Laurence Burg et la députée socialiste sortante Aurélie Filippetti (11,8 %). Au second tour, il est élu avec 59,6 % des voix face à Laurence Burg,. Il rejoint Territoires de progrès en 2020.
Il est réélu avec 53,6 % des voix en 2022.
Après la remise en cause du droit du sol à Mayotte, proposé par le groupe Droite républicaine et voté par son groupe Ensemble Pour la République, il le quitte le 7 février 2025.